# Nathan Cohen
Nathan Cohen, född den 2 januari 1986 i Christchurch i Nya Zeeland, är en nyzeeländsk roddare.
Han tog OS-guld i dubbelsculler i samband med de olympiska roddtävlingarna 2012 i London.